# Ken Garrity
Kenneth Garrity (6 tháng 8 năm 1935 – tháng 5 năm 2016) là một cầu thủ bóng đá người Anh thi đấu ở vị trí tiền đạo hoặc hậu vệ ở Football League cho Accrington Stanley. Ông cũng thi đấu nghiệp dư cho Chorley và Darwen.